# Scoville
Scovilleskalaen eller SHU (Scoville Heat Units) er en enhed til måling af den oplevede varme, der forårsages ved indtagelse af fødevarer, især chilipeber, der indeholder naturstoffet capsaicin. Skalaen blev opfundet af Wilbur Scoville i 1912.
Capsaicin forekommer i krydderier og frugter i slægten Capsicum, som f.eks. chili, cayennepeber, paprika og jalapeños.

## Definitioner
Oprindeligt blev scoville defineret som den laveste koncentration af en opløsning af capsaicin, hvor varmen kunne mærkes på tungen For eksempel kan varmen fra en milliliter (en tusindedel liter) puré af en af de stærkeste peberfrugter, habanero, stadig fornemmes efter den er fortyndet med 300 liter vand. Denne habanero har således en styrke på 300 000 scoville.
Tidligerede blev styrken bestemt ud fra menneskers subjektive oplevelse på deres smagsløg. I dag kan koncentrationen af capsaicin måles direkte i laboratoriet, og en scoville er derfor omdefineret, så den i stedet tager direkte udgangspunkt i koncentrationen af capsaicin, der kan måles ved hjælp af HPLC-teknikken.

## Eksempler
Paprika har en styrke på mellem nul og 100 Scovilleenheder; jalapeño til 2 500–8 000 og ren capsaicin til 16 mio.

### Habanero
Habanerofrugten har en styrke på mellem 100.000 og 350.000 på Scovilleskalaen.

### Bhut Jolokia
I Assam-regionen i det nordøstlige Indien findes en af verdens stærkeste chilier, Bhut Jolokia, med en styrke på omtrent en million Scovilleenheder.

### Carolina Reaper
En særdeles stærk chili er Carolina Reaper som har et gennemsnit på 1 569 300 SHU og med en top på omkring 2 200 000 SHU.

## Scovilletabel
| Scovilleenheder     | Eksempler                                                                 |
| ------------------- | ------------------------------------------------------------------------- |
| >2,500,000          | Pepper X                                                                  |
| 1,500,000–2,500,000 | Carolina Reaper                                                           |
| 750,000–1,500,000   | Trinidad Moruga Scorpion, Naga Viper-peber, Infinity chilli, Bhut Jolokia |
| 350,000–750,000     | Rød savina habanero                                                       |
| 100,000–350,000     | Habanero,                                                                 |
| 50,000–100,000      | Bird's eye chili (Thai chili peber), Malagueta-peber                      |
| 25,000–50,000       | Tabasco-peber, Cayennepeber                                               |
| 10,000–25,000       | Serranopeber, Aleppopeber, Cheongyang chilipeber                          |
| 2,500–10,000        | Jalapeño-peber, Guajillo chili                                            |
| 1,000–2,500         | Poblano-peber                                                             |
| 500–1,000           | Cubanelle, Beaver Dam-peber                                               |
| 0–500               | Pimiento                                                                  |
| 0                   | Bell-peber, Peperone crusco                                               |